# Панамериканские игры 1959
3-и Панамериканские игры 1959 года — мультиспортивное соревнование, проводившееся 27 августа — 7 сентября 1959 года в городе Чикаго.

## Виды спорта
| - Лёгкая атлетика - Бейсбол - Баскетбол - Бокс - Велоспорт - Прыжки в воду - Фехтование - Футбол - Спортивная гимнастика - Современное пятиборье - Академическая гребля - Парусный спорт - Плавание - Теннис - Волейбол - Тяжёлая атлетика - Борьба |

## Медальный зачёт
| Место | Страна     | Золото  | Серебро | Бронза | Всего   |
| ----- | ---------- | ------- | ------- | ------ | ------- |
| 1     | США*       | 115/122 | 69/73   | 52/54  | 236/249 |
| 2     | Аргентина* | 9       | 19/22   | 11/12  | 39/43   |
| 3     | Бразилия   | 8       | 8       | 6      | 22      |
| 4     | Мексика*   | 6       | 11      | 12/13  | 29/30   |
| 5     | Канада*    | 5/7     | 19/21   | 24/28  | 48/56   |

## Примечание
(*) — медали, рассчитанные на Аргентину,США, Мексику и Канаду являются спорными.